# Orchidales

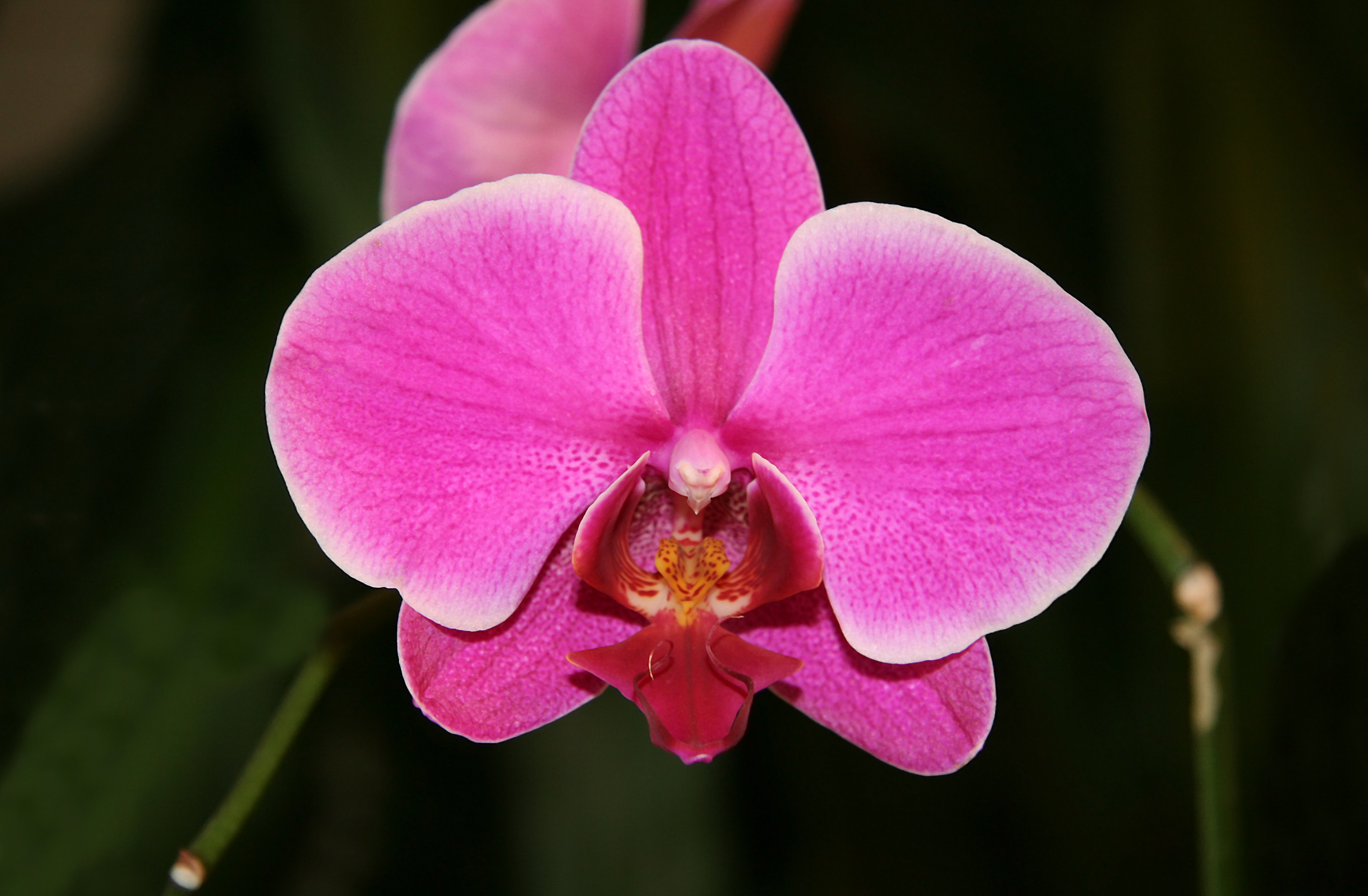
Orquídea do género Phalaenopsis

Orchidales é o nome botânico de uma ordem de plantas com flor. Nos sistemas taxonómicos, este é um nome relativamente recente, visto que os sistemas antigos usavam nomes botânicos descritivos para a ordem que continha as orquídeas.
O sistema de Bentham e Hooker e o sistema Engler colocavam as orquídeas na ordem Microspermae, enquanto que o sistema Wettstein trata-as na ordem Gynandrae.
A circunscrição da ordem varia com os sistemas taxonómicos usados. Na maior parte das vezes a ordem consiste apenas das orquídeas, normalmente em apenas uma família, mas por vezes dividida em mais famílias como no caso do sistema Dahlgren, no entanto algumas outras famílias são adicionadas para além das orquídeas.

## Sistema Takhtajan
No sistema Takhtajan a circunscrição é a seguinte:
- ordem Orchidales
família Orchidaceae

## Sistema Cronquist
No sistema Cronquist (1981),  a circunscrição é a seguinte:
- ordem Orchidales
família Geosiridaceae
família Burmanniaceae
família Corsiaceae
família Orchidaceae

## Sistema Dahlgren
No sistema Dahlgren a circunscrição é a seguinte:
- ordem Orchidales
família Neuwiediaceae
família Apostasiaceae
família Cypripediaceae
família Orchidaceae

## Sistema Thorne
No sistema Thorne a circunscrição é a seguinte:
- ordem Orchidales
família Orchidaceae

## Sistema APG
Esta ordem não é reconhecida pelo sistema APG II, que coloca as orquídeas na ordem Asparagales. No sistema APG III esta ordem também não é reconhecida.